# Бонивил (Алберта)
Бонивил (енгл. Bonnyville) је малена варошица на крајњем истоку централне Алберте у Канади. Налази се на северној обали језера Џеси, између града Колд Лејк и варошице Сент Пол. Насеље се налази у поречју реке Бивер, у оквиру статистичке регије Централна Алберта. 
Према подацима пописа становништва из 2011. у варошици је живело 6.216 становника што је за 6,6% више у односу на стање из 2006. када су регистрована 5.832 житеља тог места.
Бонивил је једина локална заједница у Алберти у којој доминирају Франкоканађани, а значајан удео у популацији чине и потомци досељеника из Украјине.

## Становништво
| 2006. | 2011. | 2016. |
| ----- | ----- | ----- |
| 5.832 | 6.216 | 5.975 |